# Río Córcoles (vattendrag i Spanien, Provincia de Ciudad Real)
Río Córcoles är ett vattendrag i Spanien.   Det ligger i provinsen Provincia de Ciudad Real och regionen Kastilien-La Mancha, i den centrala delen av landet, 140 km sydost om huvudstaden Madrid.